# السودانيون في العراق
السودانيون العراقيون مجموعة عرقية تسكن العراق، بدأت هجرة السودانيون إلى العراق في القرن العشرين للعمل، أشارت الأبحاث التي أجريت في الثمانينيات إلى أن «جميع السودانيين تقريبًا» في العراق عرّفوا أنفسهم أنهم «عمال وميكانيكيون وكهربائيون ونجارون، إلخ»، في حين لاحظ باحثون آخرون أن نحو نهاية 1980 كانت هناك 250,000-300,000 سوداني بالعراق، 3000 منهم يعملون في الجيش العراقي.
أثناء غزو العراق عام 2003، كان العراقيون السودانيون من بين العديد من «لاجئي البلدان الثالثة» الذين فروا من العراق إلى مخيمات اللاجئين في الأردن، انتقدت منظمة هيومن رايتس ووتش المنظمة الدولية للهجرة بسبب سماحها لدبلوماسيين سودانيين قادمين من عمان بالدخول إلى المخيمات والتحدث مع أشخاص من أصول سودانية. اعتبرت هيومن رايتس ووتش هذا الإجراء انتهاكًا للقانون الدولي للاجئين لا سيما أن بعض هؤلاء اللاجئين قد يكونون قد فروا من السودان هربًا من الاضطهاد سابقًا.